# Nemesia rupicola
Nemesia rupicola är en flenörtsväxtart som beskrevs av O.M. Hilliard. Nemesia rupicola ingår i släktet nemesior, och familjen flenörtsväxter. Inga underarter finns listade i Catalogue of Life.